# Махаев, Арипула Абдулмеджидович
Арипула Абдулмеджидович Махаев (2 мая 1932, Чох, Гунибский район, Дагестанская АССР, РСФСР, СССР — 26 декабря 2017) — советский и российский актёр Аварского музыкально-драматического театр имени Гамзата Цадасы. Заслуженный артист России (2000). За годы актёрской карьеры им сыграно более 100 ролей.

## Биография
С 1960 по 1964 годы учился в Тбилисском театральном институте им. Ш. Руставели на факультете кино и драмы. С 1964 года после окончания института работал в Аварском музыкально-драматическом театре им. Гамзата Цадасы. С 1966 по 1968 годы работал режиссёром Аварской студии Комитета по телевидению и радиовещанию при Совете Министров Дагестанской АССР. Неоднократно он был отмечен Министерством культуры Дагестана и Союзом театральных деятелей как лучший актер сезона. Также он участвовал в радиоспектаклях и литературно-драматических передачах радиокомитета и телевидения Дагестана. Умер 26 декабря 2017 года.

## Театральные работы
- «Камалил Башир» (Абасил М.) — Камал
- «Антигона» (Софокл) — Креонт
- «Хаджи—Мурат» (Толстой) — Хаджи–Мурат
- «Ахульго» (Гаджиев Б.) — Шамиль
- «Медея» (Еврипид) — Ясон
- «Вдохновенная певица» (Г. Залов) — Наиб Ахмед
- «Киквидзе» (В. Дарасели) — Киквидзе
- «Хочбар и ханы» (Р. Гамзатов) — Хочбар
- «Имам Шамиль» (Ш. Казиев) — Шамиль
- «Батырай» (С. Рабаданов) — Омарла Батырай
- «Завещание»  (А. Хачалов) — Рашид
- «Горянка» (Р. Гамзатов) — Салман
- «Двенадцатая ночь» (У. Шекспир) — Орсино
- «Похищение девушки» (Ч. Айтматов)
- «Магомед Гаджиев» (Б. Гаджиев) — Магомед Гаджиев
- «Фосине» (Думбадзе) — Студент
- «Лгунья» (М. Эннекен) — Вильям Гаррисон
- «Пламенное сердце» (Р. Гамзатов)
- «Я женюсь на бабушке» (Мухтаров)
- «Старик» (Максим Горький) — Харитонов
- «Великий исцелитель» (С. Улугзаде, В. Виткевич) — Омар Хаям
- «Горцы у Ленина» (Шефов) — Хизроев
- «Подарок» (М. Сулиманов) — Старик
- «Молла Насреддин» (М. Курбанов) — Хусар
- «Фатима» (К. Хетагуров) — Отец Фатимы
- «Невеста из Имеретии» (Константинов и Рацер) — Бекине
- «Иркутская история» (АВ. Арбузов) — Сергей
- «Свергай свекруху» (Утыжев) — Батыр
- «Горцы» (Р. Фатуев) — Исмаил

## Фильмография
- 1992 — «Рай под тенью сабель» — Саид Игалинский

## Звания и награды
- Заслуженный артист Дагестанской АССР — 1971;
- Лауреат Республиканской премии им. Г. Цадасы — 1977;
- Государственная премия Дагестанской АССР — 1979;
- Народный артист Дагестанской АССР — 1979;
- Заслуженный артист России — 2000;